# 規則衛星
規則衛星，在天文學是指有著較密切的順行軌道，以及較小的軌道傾角或離心率的天然衛星。相對於被捕獲的不規則衛星，它們被認為是原生的衛星。八大行星總共有55顆規則衛星：地球1顆、木星8顆、土星有22顆已經命名的規則衛星（不包括數百顆或數千顆的小衛星）、天王星18顆、和海王星6顆小的規則衛星（巨大的崔頓顯示是被捕獲的）。矮行星冥王星的3顆衛星和妊神星的兩顆衛星被認為是劇烈碰撞產生的碎片。